# 1426

## Esdeveniments
Països Catalans
Resta del món
- Guillem Sagrera inicia la construcció de la Llotja de Palma.

## Naixements
Països Catalans
Resta del món

## Necrològiques
Països Catalans
Resta del món
- Tezozomoc, rei dels Tepaneques.
- Thomas Beaufort, militar i estadista anglès.
- Filippo d'Ozora, noble i militar hongarès.